# نيلسون ميدينا
نيلسون ميدينا (بالإسبانية: Nelson Medina)‏ هو مخرج فني بيروفي، ولد في 17 أغسطس 1978 في ليما في بيرو.

## وصلات خارجية
- الموقع الرسمي